# Britton Hill
Der Britton Hill ist mit seinen 105 Metern die höchste natürliche Erhebung des US-Bundesstaates Florida. Er befindet sich rund zwei Kilometer östlich von Paxton im Walton County sowie nur 1,5 Kilometer von der Grenze zu Alabama entfernt. Auf dem Gipfel befindet sich ein Markierungsstein. Da alle anderen Bundesstaaten höhere Erhebungen haben, wird der Britton Hill als niedrigste höchste natürliche Erhebung eines US-Bundesstaates bezeichnet.